# Synagogi we Wrocławiu

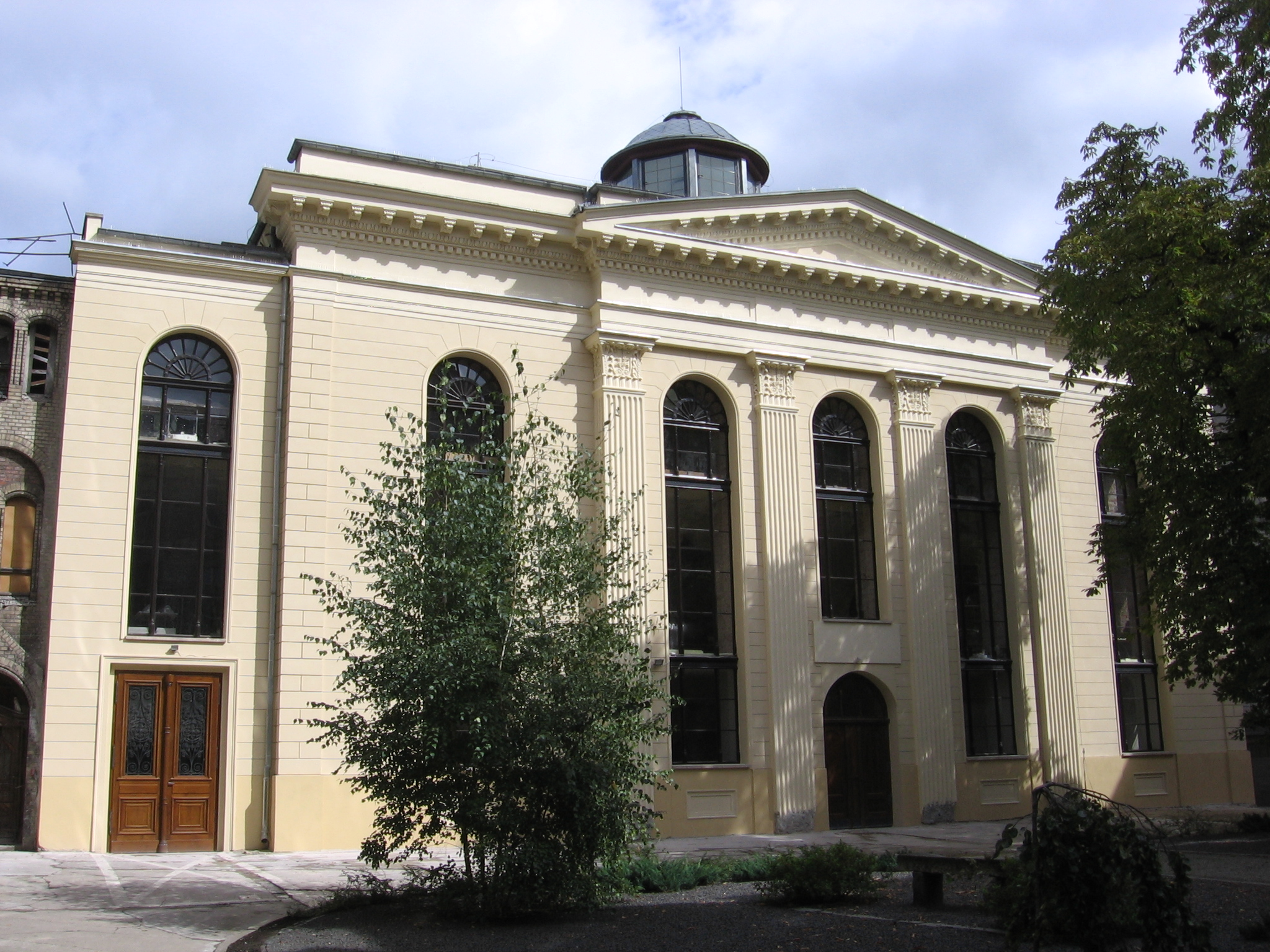
Synagoga Pod Białym Bocianem

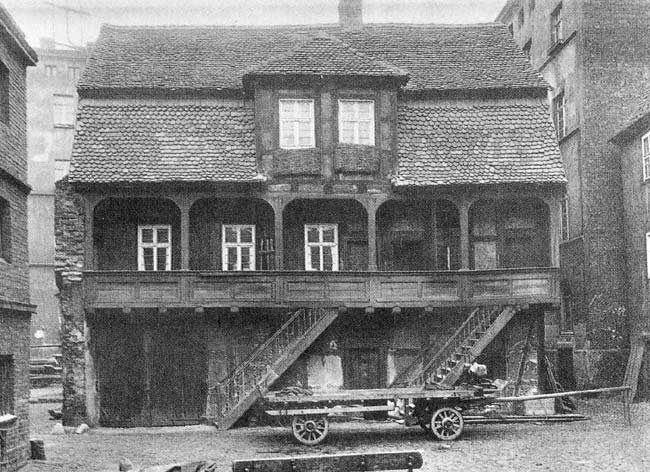
Synagoga Krajowa

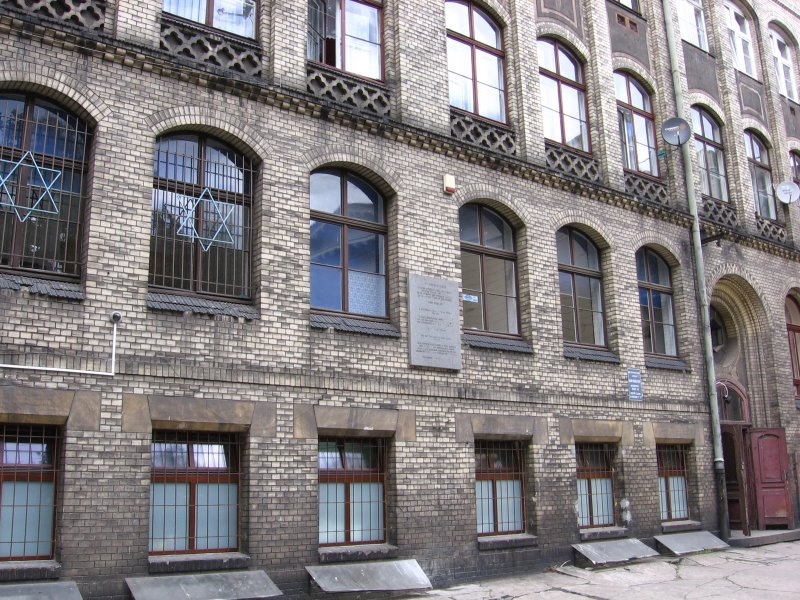
Mała Synagoga

We Wrocławiu przed II wojną światową funkcjonowało kilka synagog, z czego dzisiaj czynna jest tylko jedna, w której nabożeństwa odbywają się tylko w największe święta. Drugą synagogę założono w 1945 roku i to w niej regularnie odbywają się nabożeństwa.

## Czynne synagogi
- Synagoga Pod Białym Bocianem we Wrocławiu – jedyna ocalała przedwojenna synagoga.
- Mała Synagoga we Wrocławiu – powojenna synagoga.

## Synagogi nieistniejące lub nieczynne
- Nowa Synagoga we Wrocławiu
- Synagoga Krajowa we Wrocławiu, ul. św. Antoniego
- Synagoga Krajowa we Wrocławiu, ul. Włodkowica 17
- Synagoga Krajowa we Wrocławiu, pl. Muzealny 12
- Synagoga Bialska we Wrocławiu, ul. Szajnochy 7
- Synagoga Bialska we Wrocławiu, pl. Bohaterów Getta 3
- Synagoga Głogowska we Wrocławiu, ul. Szajnochy 7
- Synagoga Głogowska we Wrocławiu, ul. Krupnicza 6
- Synagoga Głogowska we Wrocławiu, ul. Świebodzka 6
- Synagoga Głogowska we Wrocławiu, ul. Piłsudskiego 38
- Synagoga Nowogłogowska we Wrocławiu
- Synagoga Kaliska we Wrocławiu
- Synagoga Litewska we Wrocławiu
- Synagoga Wołyńsko-Krotoszyńska we Wrocławiu, ul. Karola
- Synagoga Wołyńsko-Krotoszyńska we Wrocławiu, ul. Karola 27
- Synagoga Lwowska we Wrocławiu, ul. Karola 30
- Synagoga Lwowska we Wrocławiu, ul. Krupnicza 5
- Synagoga Lwowska we Wrocławiu, ul. św. Antoniego 5
- Synagoga Leszczyńska we Wrocławiu, ul. Szajnochy 7
- Synagoga Leszczyńska we Wrocławiu, ul. Karola 30
- Synagoga Leszczyńska we Wrocławiu, ul. Ruska 20

- Synagoga Pinkusa we Wrocławiu, ul. Pawłowa 25
- Synagoga Pinkusa we Wrocławiu, ul. Lubuska 45
- Synagoga Pinkusa we Wrocławiu, ul. Zielińskiego 84
- Synagoga Friedlandera we Wrocławiu, ul. Nowy Świat 38
- Synagoga Friedlandera we Wrocławiu, ul. Nowy Świat 20
- Synagoga Philipa Lazarusa Hirschela we Wrocławiu
- Synagoga Hertiga Ben Mosesa we Wrocławiu
- Synagoga Jacoba Arona we Wrocławiu
- Synagoga Michaela Simona Maya we Wrocławiu
- Synagoga Benedykta Zuckermanna we Wrocławiu
- Synagoga Loebela Nathana we Wrocławiu
- Synagoga Marcusa Raphaela we Wrocławiu

- Synagoga w Szpitalu Żydowskim we Wrocławiu, ul. Włodkowica 19
- Synagoga w Szpitalu Żydowskim we Wrocławiu, ul. św. Antoniego 6/8
- Synagoga w Szpitalu Żydowskim we Wrocławiu, ul. Sudecka 96

- Synagoga Tempel we Wrocławiu
- Synagoga w Żydowskim Seminarium Teologicznym we Wrocławiu
- Synagoga w Żydowskiej Szkole Powszechnej we Wrocławiu
- Synagoga w Schronisku Fundacji Fränckla we Wrocławiu
- Synagoga w Sierocińcu Żydowskim we Wrocławiu

- Synagoga przy ulicy Żeromskiego 26
- Synagoga przy ulicy Oleśnickiej 11